# Liste der Kulturgüter in Lachen
Die Liste der Kulturgüter in Lachen enthält alle Objekte in der Gemeinde Lachen im Kanton Schwyz, die gemäss der Haager Konvention zum Schutz von Kulturgut bei bewaffneten Konflikten, dem Bundesgesetz vom 20. Juni 2014 über den Schutz der Kulturgüter bei bewaffneten Konflikten sowie der Verordnung vom 29. Oktober 2014 über den Schutz der Kulturgüter bei bewaffneten Konflikten unter Schutz stehen.
Objekte der Kategorien A und B sind vollständig in der Liste enthalten, Objekte der Kategorie C fehlen zurzeit (Stand: 1. Januar 2023). Unter übrige Baudenkmäler sind zusätzliche Objekte zu finden, die gemäss Angaben des kantonalen Denkmalschutzes als geschützte Denkmäler eingestuft wurden und nicht bereits in der Liste der Kulturgüter enthalten sind.

## Kulturgüter
| Foto |                                                                                          | Objekt                                                        | Kat. | Typ | Standort                                  | Beschreibung |
| ---- | ---------------------------------------------------------------------------------------- | ------------------------------------------------------------- | ---- | --- | ----------------------------------------- | ------------ |
| ja   | Datei hochladen · Wikidata zu Katholische Pfarrkirche Heilig-Kreuz (Q29525504)           | Katholische Pfarrkirche Heilig-Kreuz KGS-Nr.: 04823           | A    | G   | Kirchplatz 10 707020 / 227790             |              |
| ja   | Datei hochladen · Wikidata zu Kapelle zur schmerzhaften Muttergottes im Ried (Q29881740) | Kapelle zur schmerzhaften Muttergottes im Ried KGS-Nr.: 04824 | B    | G   | St. Gallerstrasse 57b 707461 / 228054     |              |
| ja   | Datei hochladen · Wikidata zu Rathaus (Q29881745)                                        | Rathaus KGS-Nr.: 04826                                        | B    | G   | Rathausplatz 1 707080 / 227831            |              |
| ja   | Datei hochladen · Wikidata zu Gemeindehaus (Q29881701)                                   | Gemeindehaus KGS-Nr.: 12871                                   | B    | G   | Seeplatz 1 707002 / 227884                |              |
| BW   | Datei hochladen · Wikidata zu Zürichseehaus (Q29881706)                                  | Zürichseehaus KGS-Nr.: 12872                                  | B    | G   | Marktstrasse 7 707142 / 227836            |              |
| BW   | Datei hochladen · Wikidata zu Haus (Q29881703)                                           | Haus KGS-Nr.: 12873                                           | B    | G   | Rathausplatz 7 707065 / 227868            |              |
| BW   | Datei hochladen · Wikidata zu Haus (Q29881705)                                           | Haus KGS-Nr.: 12874                                           | B    | G   | Zürcherstrasse 17 706860 / 227698         |              |
| BW   | Datei hochladen · Wikidata zu Haus Hirschen (Q29881709)                                  | Haus Hirschen KGS-Nr.: 12875                                  | B    | G   | Herrengasse 3 707098 / 227815             |              |
| BW   | Datei hochladen · Wikidata zu Haus Riethöfli (Q29881710)                                 | Haus Riethöfli KGS-Nr.: 12876                                 | B    | G   | St. Gallerstrasse 21 707220 / 227956      |              |
| ja   | Datei hochladen · Wikidata zu Haus Schlössli (Q29881712)                                 | Haus Schlössli KGS-Nr.: 12877                                 | B    | G   | Schlössliweg 1 707226 / 227802            |              |
| BW   | Datei hochladen · Wikidata zu Haus Traube (Q29881715)                                    | Haus Traube KGS-Nr.: 12878                                    | B    | G   | Marktstrasse 1 707113 / 227843            |              |
| BW   | Datei hochladen · Wikidata zu Haus Adler, Katholisches Vereinshaus (Q29881736)           | Haus Adler, Katholisches Vereinshaus KGS-Nr.: 12879           | B    | G   | Rathausplatz 9 707079 / 227861            |              |
| BW   | Datei hochladen · Wikidata zu Eckhaus, ehemaliger Storchen (Q29881738)                   | Eckhaus, ehemaliger Storchen KGS-Nr.: 12880                   | B    | G   | St. Gallerstrasse 2 707103 / 227847       |              |
| BW   | Datei hochladen · Wikidata zu Schwesternhaus, ehemalige Villa Stählin (Q29881747)        | Schwesternhaus, ehem. Villa Stählin KGS-Nr.: 12881            | B    | G   | Mittlere Bahnhofstrasse 1 707161 / 227725 |              |

## Übrige Baudenkmäler
| ID     | Foto |                 | Objekt                 | Typ | Standort                             | Beschreibung |
| ------ | ---- | --------------- | ---------------------- | --- | ------------------------------------ | ------------ |
| 17.003 | BW   | Datei hochladen | Haus                   | G   | Zürcherstrasse 14 706873 / 227729    |              |
| 17.005 | BW   | Datei hochladen | Haus Seerose           | G   | Zürcherstrasse 6 706970 / 227760     |              |
| 17.006 | BW   | Datei hochladen | Altes Pfarrhaus        | G   | Schulhausplatz 2 706963 / 227821     |              |
| 17.007 | BW   | Datei hochladen | Haus                   | G   | Zürcherstrasse 1 707015 / 227746     |              |
| 17.008 | BW   | Datei hochladen | Haus Gangyner          | G   | Kirchplatz 6 707054 / 227789         |              |
| 17.009 | BW   | Datei hochladen | Haus Rössli            | G   | Rathausplatz 3 707060 / 227819       |              |
| 17.010 | BW   | Datei hochladen | Ehemaliger Pfarrhof    | G   | Kirchplatz 7 707038 / 227809         |              |
| 17.011 | BW   | Datei hochladen | Altes Schulhaus        | G   | Schulhausplatz 1 707013 / 227823     |              |
| 17.012 | BW   | Datei hochladen | Haus                   | G   | Seeplatz 3 707013 / 227854           |              |
| 17.013 | BW   | Datei hochladen | Haus Kaplanei          | G   | Seeplatz 2 707003 / 227860           |              |
| 17.015 | BW   | Datei hochladen | Haus Ochsen            | G   | Seeplatz 6 707058 / 227871           |              |
| 17.017 | BW   | Datei hochladen | Haus Sonne             | G   | Rathausplatz 8 707071 / 227865       |              |
| 17.020 | BW   | Datei hochladen | Haus Ratskeller        | G   | Rathausplatz 2 707073 / 227813       |              |
| 17.022 | BW   | Datei hochladen | Haus                   | G   | Herrengasse 6 707087 / 227777        |              |
| 17.024 | BW   | Datei hochladen | Haus                   | G   | Herrengasse 14 707180 / 227720       |              |
| 17.028 | BW   | Datei hochladen | Haus Bären             | G   | Marktstrasse 9 707166 / 227839       |              |
| 17.029 | BW   | Datei hochladen | Haus                   | G   | Marktstrasse 13 707185 / 227820      |              |
| 17.033 | BW   | Datei hochladen | Haus                   | G   | St. Gallerstrasse 13 707136 / 227893 |              |
| 17.036 | BW   | Datei hochladen | Haus                   | G   | St. Gallerstrasse 57 707405 / 228073 |              |
| 17.038 | BW   | Datei hochladen | Haus                   | G   | Seidenstrasse 26 707495 / 227999     |              |
| 17.039 | BW   | Datei hochladen | Haus                   | G   | Langackerstrasse 18 707381 / 227269  |              |
| 17.040 | BW   | Datei hochladen | Haus                   | G   | Zürcherstrasse 7 706947 / 227709     |              |
| 17.041 | BW   | Datei hochladen | Haus                   | G   | Herrengasse 16 707195 / 227719       |              |
| 17.042 | BW   | Datei hochladen | Restaurant Bauernhof   | G   | Gartenstrasse 16 707212 / 227434     |              |
| 17.043 | BW   | Datei hochladen | Haus                   | G   | Poststrasse 1 707156 / 227576        |              |
| 17.045 | BW   | Datei hochladen | Restaurant zur Kapelle | G   | St. Gallerstrasse 52 707509 / 228012 |              |
| 17.046 | BW   | Datei hochladen | Altes Spital           | G   | Oberdorfstrasse 41 707641 / 227407   |              |
| 17.048 | BW   | Datei hochladen | Haus                   | G   | Marktstrasse 22 707208 / 227765      |              |

Legende: Siehe Legende der Liste der Kulturgüter von nationaler und regionaler Bedeutung. Anstelle der KGS-Nummer wird als Objekt-Identifikator (ID) die Nummer im Kantonalen Schutzinventar (KSI) verwendet.